# ارنی ویلکینسون
ارنی ویلکینسون (انگلیسی: Ernie Wilkinson؛ زادهٔ ۱۳ فوریهٔ ۱۹۴۷) بازیکن فوتبال است.
از باشگاه‌هایی که در آن بازی کرده‌است می‌توان به باشگاه فوتبال آرسنال اشاره کرد.